# 特維科一世
特維科一世（1338年—1391年3月10日），波士尼亞國王，1377年至1391年在位。

## 家庭
1374年，特維科與保加利亞沙皇伊凡·斯拉齊米爾的女兒多蘿西亞結婚，兩人的兒子即為日後的特維科二世。